# Бадави, Раиф
Ра́иф Муха́ммад Бадави́ (иногда — Раеф Бадави, араб. رائف محمد بدوي‎; родился 13 января 1984 года) — писатель и активист из Саудовской Аравии; создатель сайта Free Saudi Liberals.
Был арестован в 2012 году по обвинению в оскорблении ислама и предстал перед судом по ряду обвинений, включая совершение вероотступничества (иртидад). Он был приговорён к семи годам лишения свободы и к 600 ударам плетью. В 2014 году его заново приговорили к 10 годам лишения свободы, штрафу и 1000 ударов плетью. Первые 50 ударов были нанесены Раифу 9 января 2015 года. В связи с возмущением, которое это вызвало, больше он порке плетью не подвергался.

## Биография

### Первый арест
Раиф был впервые задержан по обвинению в вероотступничестве в 2008 году, но был отпущен на свободу, проведя целый день на допросе. Правительство Саудовской Аравии запретило ему выезд из страны и заморозило его банковский счёт в 2009 году. Семья Инсаф Хайдар, супруги Раифа, подала заявление в суд, требуя принудительного развода пары на основании предполагаемого вероотступничества Раифа.

### Второй арест
17 июня 2012 года Раиф был арестован по обвинению в оскорблении ислама через каналы электронной связи. В декабре того же года он был вызван в суд в качестве ответчика по обвинению в вероотступничестве (признание вины по такому обвинению в Саудовской Аравии автоматически ведёт к смертной казни). Правозащитная организация Human Rights Watch заявила, что сайт Раифа Бадави содержал материалы, в которых критиковались «высшие религиозные деятели». Раиф также высказывал мнение, что Исламский университет имама Мухаммада ибн Сауда стал «логовом террористов».

### Судебное разбирательство
17 декабря 2012 года Бадави предстал перед окружным судом в Джидде по обвинению в «создании сайта, подрывающего общую безопасность», «высмеивающего исламских религиозных деятелей» и «выходящего за рамки послушания». Судья перенаправил дело в суд более высокой инстанции для рассмотрения обвинений в вероотступничестве, заявив, что он «не может вынести вердикта по делу о вероотступничестве». 22 декабря суд Джидды принял дело о вероотступничестве на рассмотрение, однако впоследствии отказался от слушания дела и вернул его в окружной суд.

### Приговор
30 июля 2013 года СМИ Саудовской Аравии сообщили о том, что Раиф Бадави был приговорён к семи годам лишения свободы и 600 ударам плетью за создание веб-форума, который «попирает исламские ценности и пропагандирует либеральные идеи». Суд также распорядился закрыть сайт.
26 декабря 2013 года супруга Раифа Бадави сообщила CNN, что судья рекомендовал направить дело по обвинению в вероотступничестве в верховный суд, что, в случае признания ответчика виновным, приведёт к вынесению смертного приговора.
Адвокат Раифа, Валид Абуль-Хайр, был заключен в тюрьму за создание правозащитной организации Monitor of Human Rights in Saudi Arabia. Он был обвинён в «создании неразрешённой организации»: его запросы на выдачу разрешения были отклонены.
В мае 2014 года появилось сообщение о том, что Раиф Бадави был приговорён к 10 годам тюремного заключения и 1000 ударов плетью, а также к штрафу в 1 миллион риялов за «оскорбление ислама».
9 января 2015 года на площади перед мечетью в Джидде, в присутствии сотен очевидцев, ему было нанесено 50 из 1000 ударов, которые должны были наноситься в течение следующих 20 недель. Это происшествие было осуждено заместителем директора программ «Международной амнистии» по Ближнему Востоку и Северной Африке, Саидом Бумедуха: «Порка Раифа Бадави — это порочный акт жестокости, запрещённый международным правом. Проигнорировав международные призывы отменить порку, власти Саудовской Аравии продемонстрировали вызывающее отвращение безразличие к наиболее фундаментальным принципам прав человека». Анна Сент-Мари, официальный представитель канадского отделения «Международной амнистии» и близкая подруга супруги Раифа, утверждала, что он не сможет пережить такое количество ударов.
В июне 2015 года суд подтвердил приговор Раифу, включая избиение плетью. 
12 марта 2022 года он вышел на свободу, но в течение 10 лет ему запрещено покидать страну.

## Реакция
После ареста Раифа в 2012 году «Международная амнистия» назвала его узником совести, «задержанным исключительно за мирное осуществление его права на свободу слова». Представитель организации заявил, что «даже в Саудовской Аравии, где государственные репрессии являются обычным делом, за пределами допустимого — добиваться смертной казни для активиста, чьим единственным „преступлением“ было инициирование общественной дискуссии в сети». Human Rights Watch призвала правительство Саудовской Аравии отказаться от обвинений, заявив: «Обвинения, основанные исключительно на участии Бадави в создании сайта для мирного обсуждения религии и религиозных деятелей, нарушают его право на свободу слова».
Согласно докладу Human Rights Watch по членству Саудовской Аравии в Совете ООН по правам человека: «В течение последних лет власти Саудовской Аравии, по расплывчатым обвинениям, связанным исключительно с их мирным осуществлением базовых прав, особенно — права свободы слова, изводили, подвергали слежке, преследовали и лишали свободы мирных диссидентов и активистов-правозащитников, включая Абдуллу аль-Хамида, Мухаммеда аль-Баяди, Абд аль-Карим аль-Худра, Умара ас-Сайида и Раифа Бадави».
Касим аль-Газали, выступая на заседании Совета ООН по правам человека в качестве представителя Международного гуманистического и этического союза (IHEU), раскритиковал Саудовскую Аравию за приговор, вынесенный Раифу Бадави. IHEU назвал приговор «не имеющим оправдания, жестоким».
Осенью 2016 года МИД Канады направил Саудовской Аравии запрос об освобождении активиста и разрешении ему воссоединиться с семьёй в этой стране. Саудовская Аравия отказалась.

## Личная жизнь
В 2002 году женился на Инсаф Хайдар. Является отцом троих детей (Тирад, Наджва и Мириам). В 2013 году его супруга и дети получили политическое убежище в Квебеке, Канада.
Сестра, Самар, известная правозащитница, лауреат премии Государственного департамента США за вклад в развитие прав женщин. В 2010 году Самар провела полгода в тюрьме за непослушание отцу.

### Религиозная принадлежность
Бадави заявил, что он является мусульманином, но что «каждый имеет право выбрать веру или неверие». Авторитетный саудовский богослов Абдуррахман аль-Баррак (en) квалифицировал слова Бадави о равенстве мусульман, христиан и евреев, непочтительное отношение к священному месяцу Рамадан, отрицание загробной жизни и другие поступки как несомненный куфр (неверие) и призвал воздать должное наказание вероотступнику, который причислял себя к мусульманам.

## Награды
- Aikenhead Award Шотландского светского общества (2015)
- One Humanity Award канадского центра ПЕН-клуба (2014)
- Netizen Prize международной организации «Репортеры без границ» (2014)
- Премия Сахарова (2015)[27]